# Aritranis confector
Aritranis confector là một loài tò vò trong họ Ichneumonidae.